# Ewa Malik

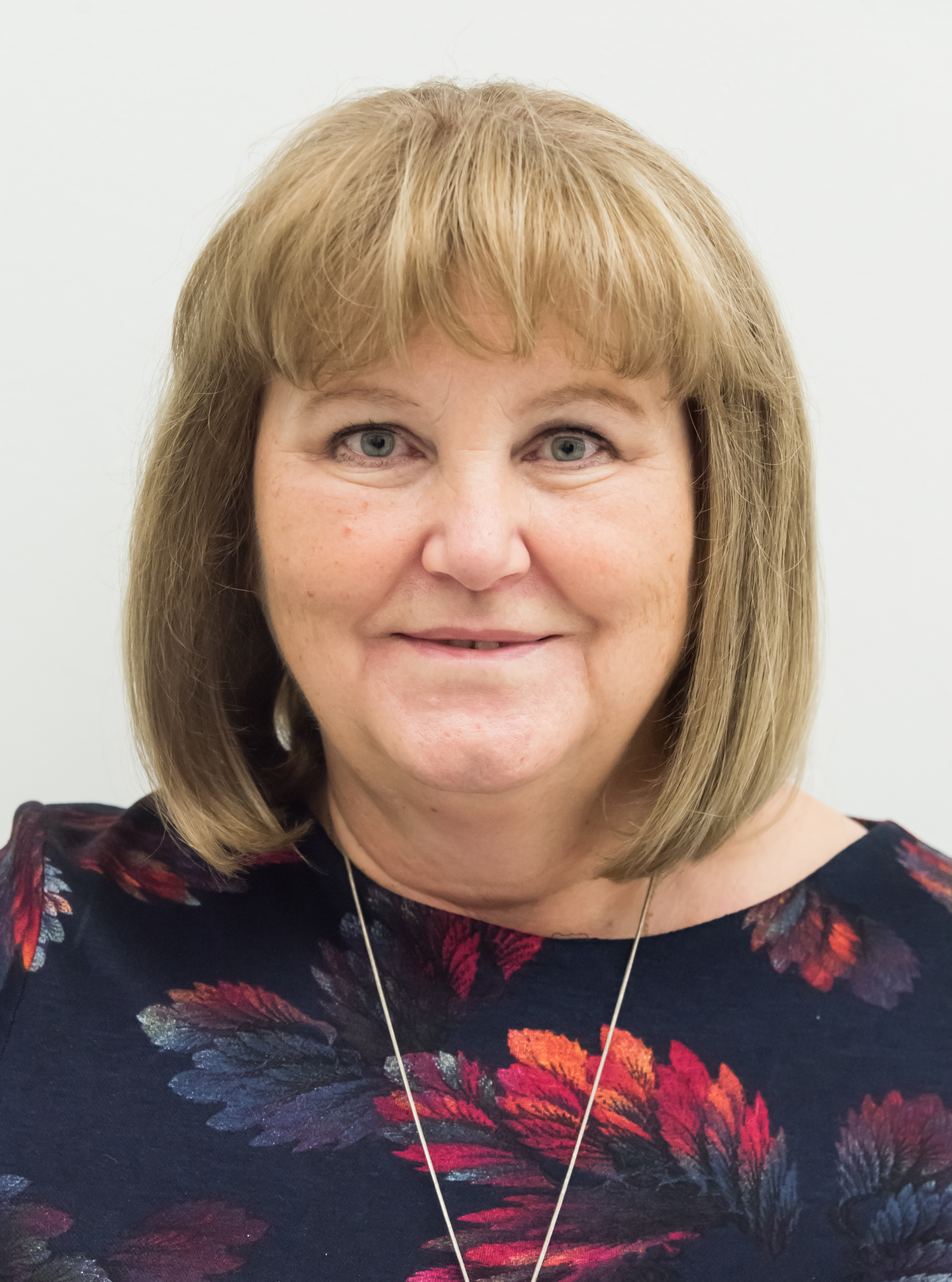
Ewa Malik (2023)

Ewa Danuta Malik (* 11. Januar 1961 in Sosnowiec) ist eine polnische Politikerin. Sie ist seit 2005 Abgeordnete des Sejm für die Prawo i Sprawiedliwość (PiS). Zur Zeit sitzt sie in der IX. Wahlperiode für den Wahlkreis 32 Katowice im polnischen Parlament.

## Leben
Ewa Malik studierte Metallurgie und absolvierte ein Aufbaustudium in Publizistik. Bis 2004 war sie im Institut für Informatik an der Schlesischen Universität in Katowice angestellt. Sie war Redakteurin der gesellschaftlich-religiösen Monatszeitschrift "Zagórzanin". Von 2002 bis 2005 war sie Stadträtin in Sosnowiec und Direktorin des Abgeordnetenbüros von Jarosław Kaczyński in dieser Stadt.
Seit Beginn der 1990er Jahre gehörte sie der katholisch-rechtskonservativen Porozumienie Centrum (Zentrums-Übereinkunft – PC), danach trat sie der Prawo i Sprawiedliwość (Recht und Gerechtigkeit – PiS) bei. Bei den Parlamentswahlen 2005 wurde sie für den Wahlkreis Sosnowiec über die Liste der PiS in den Sejm gewählt. Bei den Sejmwahlen 2007 errang sie für die PiS mit 32.231 Stimmen zum zweiten Mal ein Abgeordnetenmandat. Sie ist Mitglied der Sejm Kommissionen für den Staatsschatz sowie Wirtschaftspolitik.